# Gaia BH1
Gaia DR3 4373465352415301632 (Gaia BH1) — двойная система в созвездии Змееносца, состоящая из звезды главной последовательности и кандидата в ближайшие чёрные дыры звёздной массы. Находится на расстоянии 480 пк (1545 св. лет) от Солнечной системы.
Кандидат в чёрные дыры был открыт с помощью космического телескопа Gaia и наземных телескопов Gemini. Является ближайшим кандидатом в чёрные дыры к Солнечной системе по состоянию на 2023 год (предыдущим ближайшим кандидатом в чёрные дыры была система A0620-00 на расстояние 3000 св.лет).
Орбитальный период системы составляет 185,6 земных дней, что больше, чем в любой известной двойной системе с чёрной дырой, а эксцентриситет 0,45.
Наблюдаемая звезда-компаньон — ничем не примечательный солнцеподобный жёлтый карлик спектрального класса G массой 0,93 массы Солнца. Масса чёрной дыры оценивается в 9,62 массы Солнца. Масса звезды-прародительницы возрастом несколько миллионов лет, которая позже превратилась в чёрную дыру, по крайней мере в 20 раз превышала массу Солнца.